# Severin Ahlqvist
Severin Ahlqvist (Tårnby, 15 settembre 1877 – Copenaghen, 4 aprile 1946) è stato un lottatore danese/svedese, specializzato nella lotta greco-romana.
Ha preso parte ai primi Campionati mondiali di lotta disputati a Vienna nel 1904, dove vinse la medaglia d'oro nella categoria dei pesi medi.

## Palmarès
- Mondiali

Vienna 1904: oro nei pesi medi